# Cabo de Hornos
Cabo de Hornos (notoriamente soprannominato "Puerto Minuto")  è un comune del Cile della provincia di Antártica Chilena nella regione di Magellano e Antartide Cilena. È conosciuto soprattutto per essere il municipio più australe del mondo riconosciuto lecito dal diritto internazionale.
Al censimento del 2002 possedeva una popolazione di 2.262 abitanti. Suddetto comune è stato fondato nel 1987.

## Società

### Evoluzione demografica
| Censimento del 1992 | Censimento del 2002 |
| 1.814 ab.           | 2.262 ab.           |